# Čačak
Čačak (cirill betűkkel: Чачак) [ejtsd: Csacsak] város Közép-Szerbiában, Moravica körzetében.
Lakossága 72 ezer fő volt 2011-ben. 

## Nevezetes szülöttei
- Nadežda Petrović (1873–1915), festő
- Milan Stojadinović (1888–1961), Politiker, jugoslawischer Ministerpräsident
- Radomir Mihailović (1950–), gitáros
- Bora Đorđević (1952–2024), zenész
- Jovan Nikolić (1955–), író
- Željko Obradović (1960–), sportoló
- Sonja Savić (1961–2008), színész
- Dragan Dragutinović (1980–), labdarúgó
- Milan Jovanović (1983), labdarúgó
- Robert Kišerlovski (1986–), sportoló
- Nemanja Milunović (1989–), labdarúgó
- Darko Lazović (1990–), labdarúgó
- Filip Mladenović (1991–), labdarúgó
- Luke Black (1992), énekes, dalszerző
- Milan Jevtović (1993–), labdarúgó
- Lazar Marković (1994–) labdarúgó
- Nataša Čikiriz (1995–), röplabdázó
- Ivana Jorović (1997–), teniszező
- Veljko Filipović (1999–), labdarúgó

## Fordítás
- Ez a szócikk részben vagy egészben  a(z)   Čačak című német Wikipédia-szócikk fordításán alapul.  Az eredeti cikk szerkesztőit annak laptörténete sorolja fel. Ez a jelzés csupán a megfogalmazás eredetét és a szerzői jogokat jelzi, nem szolgál a cikkben szereplő információk forrásmegjelöléseként.